# Mike Hanopol
Mike Hanopol es un cantante revolucionario, veterano, músico, guitarrista, artista pop, folk rock y el artista de grabación filipino nacido en Leyte. Fue el bajo antiguo y guitarrista de la banda Juan de la Cruz. Es considerado como un pionero de la música rock en Filipinas durante la década de los años 1970, junto a Pepe Gonzáles Smith y Wally. En su carrera como músico, ha producido veinte álbumes, tres de los cuales recibió disco de en oro como premio, mientras que otros recibieron los Premios Aliw. Hanopol fue el mentor y compositor de la famosa banda de rock filipina conocida como HAGIBIS.

## Discografía
- Katawan
- No Touch
- Laki sa Jeproks Layaw
- Musikero Buhay
- Pilipino Awiting
- Natin Tulungan
- El Sr. Kenkoy
- Malalim Balong
- Titsers Enemi N º 1
- Ka Lagot Isusumbong Kita
- Paz Naman
- Sa acer Pag-uwi
- Ang Mo Magulang
- Hawakan Mong Mabuti
- Hindi Magsisisi Ka
- Talamak
- Musikero Buhay
- Amerika Buhay